# Маринкович, Соня
София (Соня) Маринкович (серб. Софија (Соња) Маринковић; 3 апреля 1916, Стражевица — 31 июля 1941, Багляш) — югославская крестьянка, партизанка Народно-освободительной войны, Народный герой Югославии. Одна из инициаторов антифашистского сопротивления в Воеводине.

## Биография
Родилась 3 апреля 1916 в деревне Стражевица недалеко от Пакраца. Отец Джордже Маринкович — священник, мать учительница (умерла, когда Софье было три года). Окончила начальную школу в селе Сурдук (близ Старе-Пазове), училась в средних школах Сомбора и Нови-Сада. Окончила училище Земуна, факультет сельского и лесного хозяйства в 1939 году, устроилась работать на станции орошения в Сомборе и Нови-Саде.
Будучи школьницей, вступила в юном возрасте в рабочее движение, немного позднее была принята в КПЮ. Участвовала во всех студенческих и молодёжных демонстрациях в Белграде, Земуне и Нови-Саде, активно участвовала в собраниях студенческих организаций. Как представитель молодёжи Воеводины, участвовала на международном Конгрессе за мир в Париже. В 1938 году Маринкович вошла в состав Воеводинского краевого комитета Союза коммунистической молодёжи Югославии, организовав курсы политобучения в 1939 и 1940 году в доме на горе Фрушке. На VI Съезде Воеводинского краевого комитета КПЮ в сентябре 1940 года София была избрана в его состав. Дважды арестовывалась в 1939 и 1940 годах, отбывая наказания за нелегальную деятельность в белградской и новисадской тюрьмах.
После оккупации страны Соня перебралась в Петровград (ныне Зренянин), где вместе со своими друзьями Жарко Зренянином и Светозаром Марковичем руководила антифашистским движением Воеводины. Она участвовала в формировании партизанских отрядов и диверсионных групп.
14 июля 1941 на пути из Панчева в Белград Соня была арестована. Она была депортирована в Петровград, где подвергалась пыткам в полиции. 31 июля в Багляше она была расстреляна. Перед казнью она отказалась поворачиваться спиной к расстрельной команде и встала лицом к стрелявшим, выкрикнув «Давайте, выстрелите прямо в грудь коммунистке!»
Указом Верховного штаба НОАЮ от 25 октября 1943 Соня Маринкович была посмертно награждена Орденом и званием Народного героя, войдя в число первых воеводинских Народных героев вместе с Бошко Палковлевичем и Янко Чмеликом.